# Giovanni Antonio De Rossi
Giovanni Antonio De Rossi (* 8. Januar 1616 in Rom; † 9. Oktober 1695 ebenda) war ein italienischer Architekt.

## Leben
Giovanni wurde als Sohn eines Steinmetzes in Rom geboren. Er studierte am Collegio Romano und setzte seine Ausbildung in die Werkstatt des Architekten Francesco Peparelli fort, wo er seine architektonischen Fähigkeiten durch seine Mitarbeit am Entwurf und Bau wichtiger Gebäude perfektionierte. Nach dessen Tod erbte er zahlreiche Aufträge.
Im Jahre 1636 wurde er Mitglied der Accademia di San Luca. Seine ersten durchgeführten Arbeiten waren der Bau der Kirche Santa Maria della Cima in Genzano (1636–1650) und danach verschiedene Arbeiten für die Familie Santacroce in Rome, wie die Kirche Santa Maria in Publicolis und für die vier größten Krankenhäuser in Rom. Zwischen 1650 und 1660 realisierte er den Palazzo Altieri für Kardinal Giovanni Battista Altieri und den Palazzo d’Aste. Diese Bauwerke verhalfen De Rossi zu seiner Bekanntheit.
Im Laufe der Zeit bekleidete er auch öffentliche Ämter: Unter Papst Innozenz X. als Vermesser der Apostolischen Kammer (1644–1655, zusammen mit Carlo Rainaldi) und als Superintendent der Päpstlichen Paläste (1671 bis 1687, in Zusammenarbeit mit Gian Lorenzo Bernini). Die Vielfältigkeit seiner Aufträge und ihre zeitliche Ausdehnung führten dazu, dass er Mitarbeiter einsetzte, um die verschiedenen Orte, die er gleichzeitig zu leiten hatte, zu kontrollieren und im Gegenzug mit anderen berühmten Künstlern zusammenzuarbeiten.
Die Zusammenarbeit mit Rainaldi bezog sich auf die Arbeit im Vatikan und der Engelsburg dann auf die Restaurierung der Stadtmauern von Rom von der Porta Portuensis bis zur Porta San Pancrazio, wobei Bernini sich um die Restaurierung und Instandhaltung des Päpstlichen Palastes von Castel Gandolfo sowie der Basilika San Giovanni in Laterano kümmerte. Zuletzt wurde er 1695 in einer Kommission mit den Architekten Carlo Fontana und Mattia de Rossi beauftragt, die Pläne für eine Kapelle in der Kirche Il Gesù zu beurteilen.

## Werke in Rom

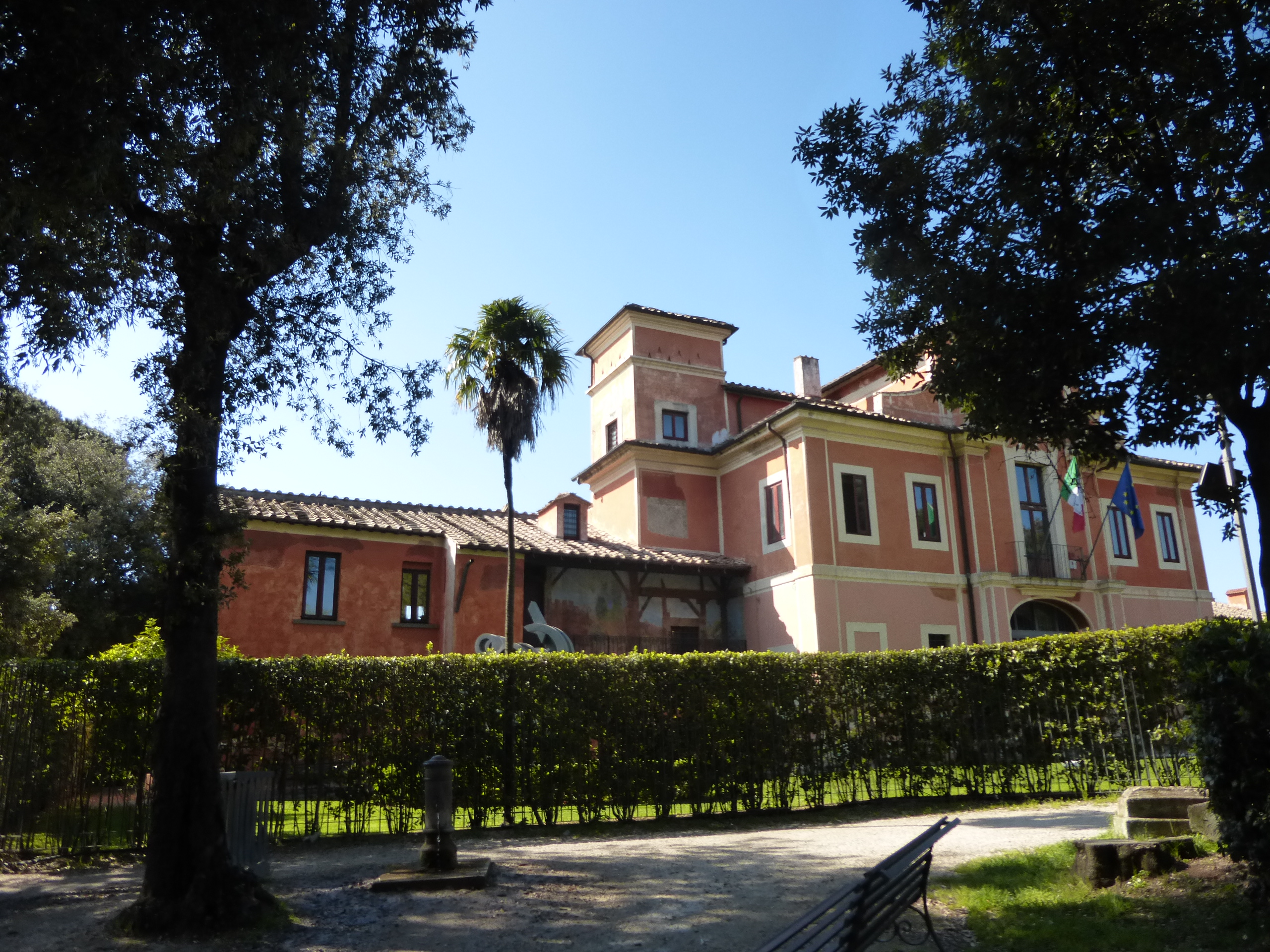
Villa Carpegna

- Santa Maria in Publicolis (1640–1643)
- Palazzo Del Bufalo Niccolini Ferraioli (mit F. Peparelli 1642)
- Palazzo Muti Bussi (1642–1645 und 1660–1662)
- Santa Maria Portae Paradisi (1643–1645)
- Chiesa di San Rocco (1646–1680)
- Palazzo Altieri (1650–1655 und 1670–1676)
- Ovale Kapelle im Palazzo del Monte di Pietà (mit F. Peparelli 1655)
- San Francesco di Paola (1655, Hauptaltar)
- Ospedale delle Donne (1655–1656)
- Palazzo Bonaparte (vormals D’Aste Rinuccini) (1657–1677)
- Palazzo Gambirasi (1659–?)
- Palazzo Nuñez Torlonia (1659–1665)
- Santa Maria in Campitelli (1667 mit Carlo Rainaldi)
- Palazzo Santacroce (1667–1672 mit F. Peparelli)
- Villa Altieri (1667–1684)
- Palazzo Astalli (1642–1695)
- Kapelle Lancellotti in S. Giovanni in Laterano (bis 1674)
- Santa Maria in Campo Marzio (1676–1686)
- Santa Maria Maddalena (1676–1695 mit Carlo Fontana)
- Palazzo Naro Patrizi Montoro Chigi (1678–?)
- Palazzo Gomez Sili (1678–?)
- Palazzo Celsi Viscardi (1678 restauriert)
- San Pantaleo e Giuseppe Calasanzio (1681–1689)
- Villa Carpegna (bis 1684)
- Palazzo Nuñez Porcari (1690–?)

## Werke außerhalb Roms

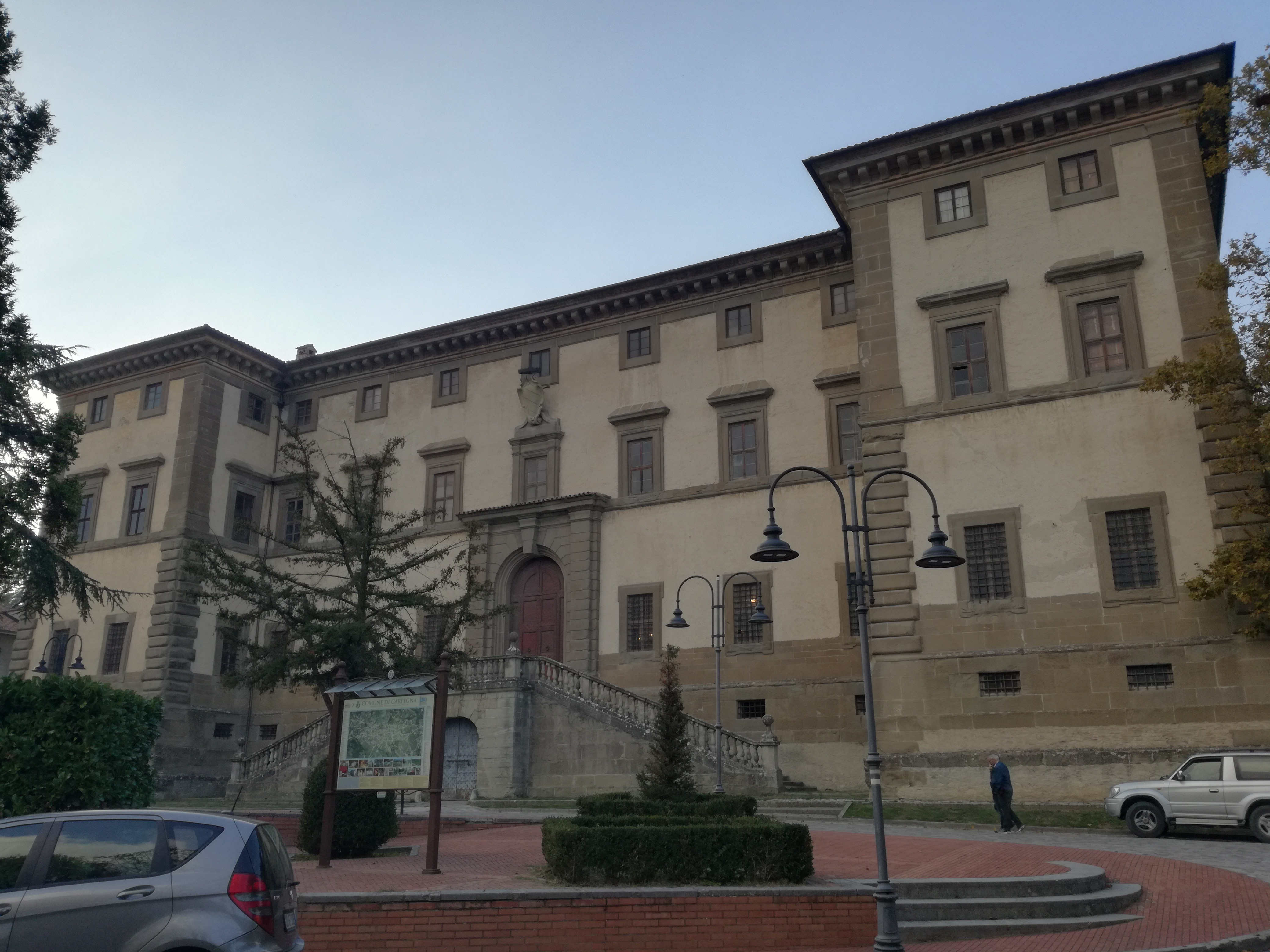
Palazzo Carpegna in Carpegna

- Santa Maria della Cima in Genzano di Roma (1636–1650)
- Sakristei des Dom von Tivoli (1655–1657)
- Palazzo Lolli-Bellini in Tivoli (ca. 1660)
- Palazzo dei Principi di Carpegna in Carpegna (1674–1695) –  Erbaut von Maurermeister Carlo Perugini